# Dobner Sebestyén Ferdinánd
Rantenhofi Dobner Sebestyén Ferdinánd (Sopron, 1685 – ?) városi ügyész.

## Élete
Befolyásos családból származott, őse Sebastian Dobner, 1589 körül került Sopronba jegyzőként. Dobner Ferdinánd polgármester fia, és Dobner Ábrahám Egyed író bátyja volt. Altdorfban folytatott tanulmányokat, ahol disszertációja is jelent meg. Sopronban 17 évig népszónok, tiszti ügyész volt; mint jeles régiségbúvár III. Károly részéről a régiségek gyűjtésével bizatott meg; nyomdája is volt, melyben saját munkáit is nyomatta.

## Munkái
- Sciagraphia diotomica, decreti operis tripartiti, sive juris hungarici… Viennae, év n.
- Felicitas seculi sub Carolo VI. et maximo, fundatore quietis. Hely és év n.
- Tractatus numicopoliticus de fundamento inclyti regni Hung. sive de nobilibus s. ac apost. coronae Hungariae in specie illis, qui in civitatibus resident, eorumque jure, foro, privilegiis, immaculatibus, praerogativa, habilitate ad officia et ratione status. Hely n. 1726.
- Tractatus V. de Divisione bonorum civilium fundamento in re permanente modificata. Az oszlasrol, mely a régi fundamentum a dologban megmaradván rendbe vetetet. Hely és év n. (Magyar és német szöveggel.)
- Additamentum de ratione status civitatis Sopron. cujus explicatio cum additamento wequitur. Hely és év n.
- Dissertationes Juridicae de Regni Hungariae Archivis et Diaetis, ex quibus moderna est contesima tertia. Hely és év n. (Egy igért munka előszava.)
- Harmon. Jur. Div. et Hung, Hely és év n.

Kéziratban maradtak: supplementa Hungariae literatae, De militia, vestitu et moribus Hungarorum, Notabilia Hungariae, Conomina linguae Hungaricae és Topologia Semproniensis.